# Seznam jazyků podle typologie
Toto je seznam jazyků podle typologie:

## Analytické jazyky
- Afrikánština
- Angličtina
- Aragonština
- Asturština
- Čínština
- Čuangština
- Dalmatština
- Dánština
- Dolnoněmčina
- Fríština
- Haitština
- Indonéština
- Javánština
- Katalánština
- Korsičtina

## Syntetické jazyky

### Flektivní jazyky
- Běloruština
- Bosenština
- Bretonština
- Bulharština
- Čeština
- Dolnolužičtina
- Faerština
- Hindština
- Hornolužičtina
- Chorvatština
- Irština
- Islandština
- Italština
- Kašubština

#### Introflektivní jazyky
- Arabština
- Hebrejština
- Jidiš

### Aglutinační jazyky
- Abcházština
- Baškirština
- Čuvaština
- Estonština
- Finština
- Gagauzština
- Chamorro
- Chipaya
- Japonština
- Kannadština
- Karakalpačtina
- Kečuánština
- Korejština

#### Polysyntetické jazyky
- Ainština
- Ajmarština
- Arapažština
- Avarština
- Čerokíjština
- Grónština
- Guaraní
- Inuitština
- Inupiaq
- Itonama

## Ergativní jazyky
- Balúčština
- Baskičtina
- Čečenština
- Kašmírština